# Maltina
Maltina (ros. Мальтина) – wieś (dieriewnia) w Rosji, w obwodzie briańskim, w rejonie karaczewskim. W 2010 liczyła 897 mieszkańców.